# Thomas Schrammel
Thomas Schrammel (sinh 5 tháng 9 năm 1987) là một cầu thủ bóng đá Áo hiện đang thi đấu cho câu lạc bộ ở Giải bóng đá vô địch quốc gia Áo SK Sturm Graz. Anh chơi ở vị trí hậu vệ.